# دستنامه ام‌ال‌ای
دستنامهٔ ام‌ال‌ای (MLA Handbook) (ویرایش هشتم، ۲۰۱۶) که پیشتر به آن دستنامهٔ ام‌ال‌ای برای نویسندگان مقالات پژوهشی نیز گفته می‌شد (سال ۱۹۷۷ تا ۲۰۰۹)، محصول منتشر شده از سوی انجمن زبان امروزی یا (MLA) است. برپایهٔ MLA، شیوهٔ نوشتار MLA یا MLA style «به صورت گسترده در کلاس‌های درس پذیرفته شده و در سراسر جهان مورد استفادهٔ پژوهشگران و نویسندگان مجلات آموزشی و تجاری قرار گرفته است.»
دستنامهٔ ام‌ال‌ای همانند شیوه‌نامه ام‌ال‌ای، یک روش نوشتار دانشگاهی است که به گستردگی در ایالات متحده، کانادا و دیگر کشورها برای نوشتن و مستندسازی در علوم انسانی مانند زبان انگلیسی (نوشتار و ادبیات انگلیسی)، ادبیات تطبیقی، نقد ادبی، مطالعات فرهنگی و علوم مرتبط راهنمای پژوهشگران و نویسندگان بوده است.
ویرایش هشتم که در آوریل ۲۰۱۶ منتشر شد (مانند ویرایش‌های پیشین) برای معلمان و دانش آموزان راهنمایی، دبیرستان و کالج (پیش دانشگاهی) و همچنین دانشجویان دانشگاه‌ها فرستاده می‌شود.